# Københavns historie (1536-1660)
Københavns historie (1536-1660) startede med året hvor Danmark under Reformationen skiftede fra den katolske kristendom til den protestantiske. Perioden er præget af Christian 4.'s byggeiver og talrige krige, primært mod Sverige. I perioden manifesterede København sig som rigets hovedstad idet kongen fik fast bopæl i København i stedet for at hovedstaden er hvor kongen er, i et "rejsekongedømme". Perioden afsluttes med to års belejring af København, indførslen af enevælde og ekstra privilegier til København.
Reformationen, som Martin Luther havde igangsat i 1517, bredte sig langsomt mod Danmark. I 1529 prædikede Hans Tausen reformationen i København, og i 1530 afholdtes en offentlig disput mellem katolikker og protestanter. I 1530 nedlagdes det katolsk-dominerede universitet, og julen samme år brød borgere anført af borgmester Ambrosius Bogbinder ind i Vor Frue kirke og ødelagde helgenbillederne. De københavnske borgere stillede sig også på reformatorernes side under herredagen i København i 1533 og sluttede sig i 1534 til grev Christoffer af Oldenburg, da han lovede at arbejde for Christian 2.'s genindsættelse som konge. Under Grevens Fejde, som borgerkrigen fra 1534-1536 kaldes, udlevede København i 1535-36, kun 12 år efter den seneste belejring, et helt års belejring med svær hungersnød og anden elendighed, inden byen overgav sig til Christian 3., hvilket afsluttede borgerkrigen. I oktober 1536 afholdtes en rigsdag i København, hvor Reformationen blev fastslået, og i 1537 genoprettedes universitetet.
Indtil 1500-tallet havde kongen og hans følge repræsenteret hovedstaden i et "rejsekongedømme". Sådan fungerede det også i de fleste øvrige europæiske stater frem mod 1500-tallet. For Danmark ændrede Frederik 2. (1559-1577) dog dette, idet han slog sig permanent ned i København.
Under Christian 4. blev København i 1618 først udvidet mod øst med anlæggelsen af Christianshavn. Forbindelsen fra Sjællandssiden blev sikret med byggeriet af den første Knippelsbro (dog under navnet Langebro). I første omgang blev Christianshavn planlagt til hjemsted for nederlandske immigranter. Den første udbygning tog dog flere årtier og formålet ændrede sig over tid, så byen blev garnisons- eller bådsmandsby, men endte med at blive en almindelig selvstændig købmands- og håndværkerby. For at styrke forsvarsanlæggene omkring København igangsatte kongen i 1626 byggeriet af Skt. Annæ skanse, der senere blev Kastellet. I 1647 beordrede kongen havnens nordlige udstrækning udvidet til Toldboden syd for Kastellet. Derfra blev der bygget et nyt voldanlæg i en bue frem til Nørreport uden om det nybyggede Rosenborg. Samtidig med udvidelsen skete en modernisering af de eksisterende volde. Med dette nye område, som kaldtes Ny-København, blev Københavns areal næsten 40% større. Indenfor de nu udvidede volde anlagdes Nyboder sammen med en mængde andre byggerier. Nyboder blev bygget for at huse de mange søfolk, som var nødvendige til at bemande den voksende flåde. Udover Nyboder og Rosenborg beordrede Christian 4. også byggeriet af fx Børsen, Holmens Kirke, Trinitatis Kirke med Rundetårn, Tøjhuset og Kongens Bryghus.  
I 1657 indledte Danmark-Norge Første Karl Gustav-krig, som ved Freden i Roskilde i februar 1658 medførte tabet af Skåne, Halland og Blekinge. Dermed kom København til at ligge i udkanten af Danmark og ikke i centrum. I august 1658 indledte Sverige Anden Karl Gustav-krig for at få yderligere landvindinger. København blev hurtigt belejret og områderne udenfor voldene nedbrændt under hærens angreb. Svenskerne oprettede bl.a. stillinger ved retranchementerne kort udenfor voldene. Til gengæld for borgernes løfte om at værne byen gav Frederik 3. dem sin forsikring om store privilegier for København som en selvstændig by og borgerskabets ligestilling med adelen. København udlevede nu en langvarig belejring, og 11. februar 1659 blev en svensk storm slået tilbage, og man reddede dermed Danmarks fremtid som selvstændigt rige. Holland og flere andre europæiske lande støttede Danmark og kom bl.a. med fødevarer til København. 27. maj 1660 sluttedes fred med Sverige, og belejringen hævedes efter næsten to år. Danmark-Norge vandt knebent og fik med freden Bornholm og den norske landsdel Trøndelag tilbage.
I september 1660 indkaldte Frederik 3 til et stændermøde i København, hvor byens præste- og borgerskab støttede kongen i at styrte adelsvældet og erstatte det med kongelig enevælde.